# Zrcadlo, zrcadlo
Zrcadlo, zrcadlo (v anglickém originále Mirror, Mirror) je čtvrtý díl druhé řady seriálu Star Trek. Premiéra epizody v USA proběhla 6. října 1967, v České republice 6. prosince 2002.
Epizoda představuje vůbec poprvé ve Star Treku pojem paralelní vesmír, ve kterém je Spojená federace planet tyranským impériem a Enterprise plná kruté posádky dobývající bezbranné civilizace.

## Příběh
Kosmická loď USS Enterprise NCC-1701 pod vedením kapitána Jamese Tiberia Kirka je na orbitě planety Halkan pro vyjednání svolení k těžbě dilithia. Halkánský koncil však Federaci odmítá s tím, že by energie dilithia mohla být využita pro ničení nebo zabití, byť jediného člověka. Protože kolem planety sílí magnetická bouře, Kirk žádá Spocka na Enterprise k transportu. Během transportu se však projeví vliv magnetické bouře a transportér propojí dva paralelní vesmíry. Kapitán Kirk, šéfinženýr Montgomery Scott, doktor McCoy a komunikační důstojník Nyota Uhura se zhmotňují v jiných uniformách na úplně jiné Enterprise, kde prvním překvapením je Spock s bradkou, který před očima příchozího výsadku krutě trestá obsluhu transportérů.
Je zřejmé, že jde o velkou chybu a celý výsadek je na lodi, kde vládne krutost, lež, lstivost a neférové jednání, kde povýšení se získává zabitím nadřízeného důstojníka a především kde neexistuje Federace, ale pouze krutá říše tyranizující známý vesmír. Spock v této realitě požaduje po kapitánovi informace z jednání na planetě a když Kirk oznámí, že obyvatelé nesouhlasí s těžbou, dává rozkaz zaujmout palebné pozice pro vyhlazení hlavních měst planety. Kirk oddálí likvidaci rozkazem čekání 12 hodin, což u prvního důstojníka vzbuzuje značné podezření. Při cestě za ostatními členy výsadku napadne Kirka poručík Čechov s úmyslem získat velení lodi, ale jeho útok je odražen a on sám uvězněn. Spock opět nechápe, proč kapitán Čechova nedal ihned zabít, jak je zvykem a nabírá na podezření. Z palubního počítače se členové výsadku dozvídají, že jsou na lodi ISS Enterprise a sám kapitán nastoupil do své funkce zabitím kapitána Christophera Pikea a následně prodělal řadu "úspěšných" misí spočívajících ve vyhlazování živého vesmíru.
Mezitím na USS Enterprise je celý výsadek opačného vesmíru uvězněn. Pravý Spock přebírá velení lodi a snaží se přijít na to, jak se mohlo propojení dvou realit stát. Scotty s McCoyem se ve strojovně snaží přijít na řešení, kterak se vrátit do své reality, ale jejich činnost zachytí Spock. Kirk zjišťuje, že v tomto vesmíru žije ve své kajutě se svou ženou Marlenou Moreau. Ta ovšem v některých věcech také svého muže nechápe. Kirk je Spockem odhalen a dojde k potyčce výsadku s Vulkáncem, který je nakonec přemožen. McCoy jej však ale nechce nechat zemřít. Když je Spock na operačním stole, Scotty znovu urguje, že k možnému přesunu do správného vesmíru zbývají pouze minuty. V tom na ošetřovnu vbíhá Sulu, který celou dobu usiluje o vedení lodi. Jeho lidé jsou však vymazáni přístrojem, který paralelní kapitán používal k likvidaci nepřátel a který zrovna použila Marlena. Výsadek se vydává k transportérům, zatímco McCoy zůstává na ošetřovně. Když Spock přichází k sobě, splynutím myslí získává z McCoye veškeré informace o tom, co se stalo. K transportérům doráží také Marlena a žádá, aby ji Kirk vzal s sebou do jejich reality. Scotty zjišťuje, že mají odříznutý přísun energie a někdo musí zůstat a ovládat transportér. Spock posílá Kirka do transportéru a vysvětluje to tím, že chce zpět svého kapitána, který se nenechá zabít, on sám se nestane kapitánem a nikdo nebude usilovat o jeho život. Kirk se ptá, kdy dojde ke sebezničení jejich říše a přesvědčuje paralelního Spocka, aby něco s přítomností udělal, když není jako všichni ostatní. Komandér mu oponuje tím, že jeden muž nic sám nezmůže. Kirk mu řekne o tajemném přístroji, který mu moc dá a řekne mu, aby se co nejdříve ujal vedení ISS Enterprise. Spock mu slíbí, že se podle jeho rady zařídí.
Po transportu se celý výsadek objevuje zpět na USS Enterprise. McCoy s Kirkem si z pravého Spocka dělají legraci, že mu to s bradkou slušelo více. Spock oproti tomu udává, že měl možnost poměrně dlouhou dobu sledovat protějšky celého výsadku. Byli barbarští, pomstychtiví, nečestní, suroví, hrubí, prostě výkvět homo sapiens. Kirk s McCoyem se smějí vulkánskému způsobu urážky, když v tom přichází pobočník s rozkazy k podpisu. Celý původní výsadek je jako zaražený, protože jde o Marlenu, respektive její zrcadlový obraz paralelního vesmíru.